# P-02E
docomo NEXT series ELUGA X P-02E（ドコモ ネクスト シリーズ エルーガ エックス ピーゼロニイー）は、パナソニック モバイルコミュニケーションズによって開発された、NTTドコモの第3.9世代移動通信システム（Xi）と第3世代移動通信システム（FOMA）のデュアルモード端末である。docomo NEXT seriesのひとつ。

## 概要
P-06D（with）の事実上の後継機種で、欧州市場撤退後初となるELUGAシリーズの端末である。正確には、P-06Dの機能にP-07D（NEXT）のスペックが合流した形となっている。
約5インチのフルHD液晶を搭載しながらディスプレイ左右の額縁部分が3mmの狭額縁となっており、横幅は68mmとNTTドコモの2013年春モデルの5インチモデルの中で最も細くなっている。
UIはdocomo Palette UI、フィットホームの他に「ケータイモード」がプリインストールされており、ケータイモードではフィーチャーフォンと同じ4×3のアイコンが並ぶデザインとなっているほか、ホーム画面を左右にフリックすると発着信履歴が表示されるようになっている。
また、おくだけ充電にも対応している。本体付属品のワイヤレスチャージャー P02は、充電電流900mA対応で、本体付属品の卓上ホルダ P52に立てかければ、動画などを視聴しながらの充電も可能である。
バッテリー容量は2320mAh。
ちなみに、ELUGAシリーズは今までオンスクリーンキーを採用していたが、今機種で初めて物理キーを採用している。
MHLには対応しておらず、HDMIに関する端子も装備されていない。テレビとの接続はWi-Fi経由となり、Miracast技術を用いる。

## 搭載アプリ
【Google標準アプリ】
ブラウザ、メール、メッセージ、Gmail、Youtube、電卓、設定、Google、トーク、時計、ナビ、ローカル、Playストア、マップ、Chrome、カレンダー、Playミュージック、Google+、メッセンジャー、Playムービー、ダウンロード、Playブックス、Movie Studio、Earth、ニュースと天気、音声検索
【メーカ提供アプリ】
カメラ、ピクチャアルバム、ワンセグ、おサイフケータイ、パナソニックスマート、ELUGA Link、Psmart、パーソナルプロテクト、おまかせスタジオ、Polaris Office4.0、取扱説明書

## 主な機能
| 主な対応サービス                                | 主な対応サービス                         | 主な対応サービス                     | 主な対応サービス                                       |
| ----------------------------------------------- | ---------------------------------------- | ------------------------------------ | ------------------------------------------------------ |
| タッチパネル/加速度センサー                     | Xi/FOMAハイスピード                      | Bluetooth                            | DCMX/おサイフケータイ/NFC/かざしてリンク/赤外線/トルカ |
| ワンセグ/モバキャス                             | メロディコール                           | テザリング                           | WiFi IEEE802.11a/b/g/n                                 |
| GPS                                             | spモード/電話帳バックアップ              | デコメール/デコメ絵文字/デコメアニメ | iチャネル                                              |
| エリアメール/ソフトウェアーアップデート自動更新 | デジタルオーディオプレーヤー(WMA)(MP3他) | GSM/3Gローミング(WORLD WING)         | フルブラウザ/Flash Player                              |
| Google Play/dメニュー/dマーケット               | Gmail/Google Talk/YouTube/Picasa         | バーコードリーダ/名刺リーダ          | ドコモ地図ナビ/Google Maps/ストリートビュー            |

## 歴史
- 2013年1月22日 - NTTドコモより発表。
- 2013年1月23日 - 事前予約開始。
- 2013年1月30日 - 発売開始。

## アップデート・不具合など
2013年1月30日のアップデート
- ブラウザアプリのwebページ内で、文字入力操作を行うと、まれに文字入力・削除ができなくなる不具合を修正する。
- ビルド番号が10.0653から10.0657になる。

2013年2月12日のアップデート
- カメラ撮影時に撮影モードをナイトショットに設定した際、静止画が撮影できない場合がある不具合を修正する。
- ビルド番号が10.0657から10.0659になる。

2013年3月13日のアップデート
- 電源起動時、まれにmicroSDカードを正しく認識せず、携帯電話（本体）が再起動を繰り返す場合がある。
- ビルド番号が10.0659から10.0691になる。

2013年4月23日のアップデート
- カメラアプリを起動すると、まれにエラーメッセージが表示され、正常に起動ができない場合がある。
- ビルド番号が10.0691から10.0733になる。

2013年6月25日のアップデート
- LINEアプリにて通知サウンドの設定が正しく反映されず、デフォルトの着信音が鳴動してしまう場合がある不具合を修正する。
- 電源起動時、稀にホームアプリの設定が正しく反映されない場合がある不具合を修正する。
- メニューキーの動作を改善。
- ビルド番号が10.0653、10.0657、10.0659、10.0691、10.0733から10.0767になる。

2013年9月19日のアップデート
- 伝言メモリスト閲覧時に、電話帳に登録された名前が表示されず、電話番号が表示される場合がある不具合を修正する。
- 「Play ゲーム」アプリの追加。
- ビルド番号が10.0653、10.0657、10.0659、10.0691、10.0733、10.0767から10.0798になる。

2014年5月22日のアップデート
- ワイヤレスチャージにて充電中、まれに携帯電話（本体）が電源断する場合がある不具合を修正する。
- ビルド番号が10.0653、10.0657、10.0659、10.0691、10.0733、10.0767、10.0798から10.0818になる。

2016年4月18日のアップデート
より快適にパケットサービスをご利用いただけるよう品質を改善する。
- ビルド番号が10.0653、10.0657、10.0659、10.0691、10.0733、10.0767、10.0798、10.0818から10.0841になる。